# Alchemilla minusculiflora
Alchemilla minusculiflora är en rosväxtart som beskrevs av Robert Buser. Alchemilla minusculiflora ingår i släktet daggkåpor, och familjen rosväxter. Inga underarter finns listade i Catalogue of Life.